# 周敦颐
周敦颐（1017年—1073年7月24日），原名敦实，字茂叔，後避宋英宗諱，改名敦頤，號濂溪，學者稱濂溪先生。 道州营道县（今湖南道县）人，北宋官員、學者，是北宋宋明理学理論基礎的創始人之一。

## 生平

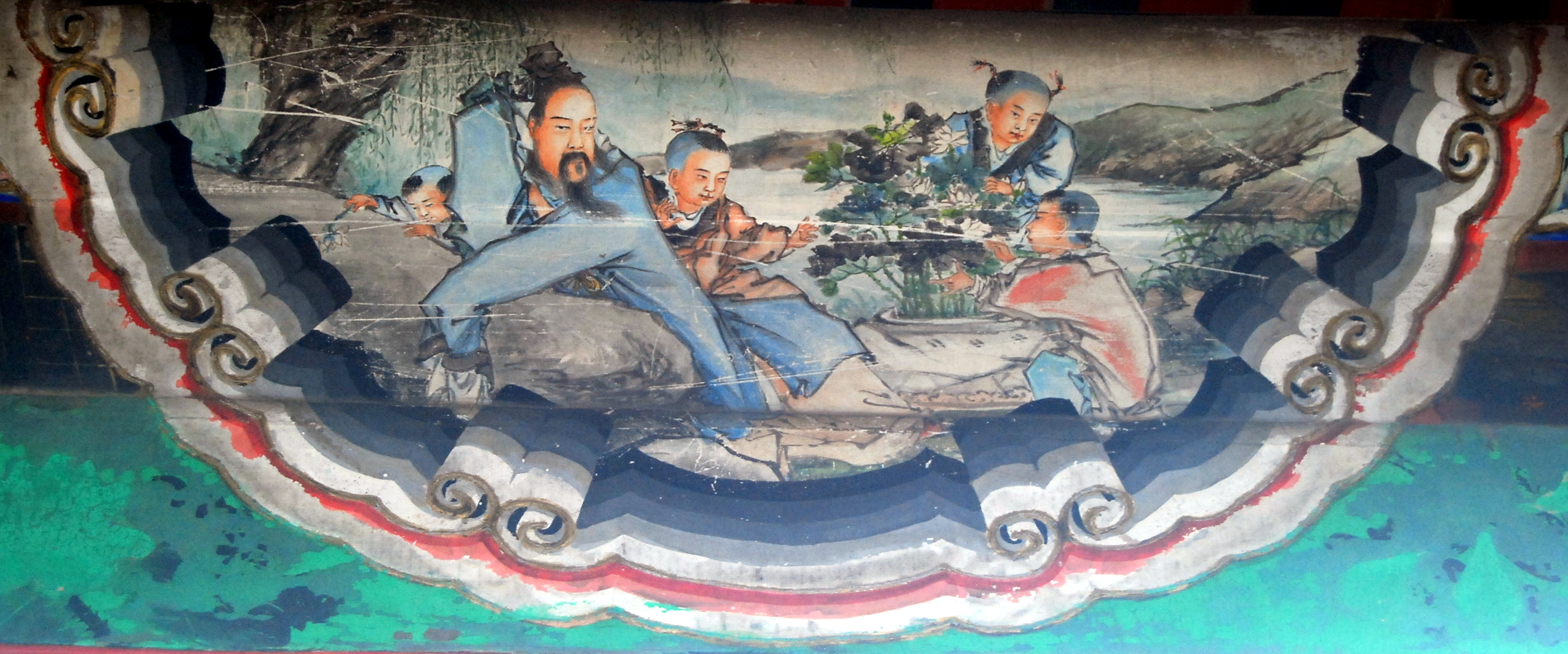
颐和园长廊绘画中的茂叔爱莲图画

周敦颐年幼喪父，北宋天圣三年（1025年），8岁时，母親帶他投靠衡阳舅父鄭向，宋仁宗天圣九年（1031年），周敦颐随其母到京师开封。1037年，郑向调任两浙转运使，周敦颐同母随迁润州丹徒县（今江苏镇江市丹徒区）。鄭向見他聰穎好學，便栽培他唸書，敦颐知識廣泛，博取眾家之長，融會貫通，成一家之言。由于任宋仁宗朝中的龙图阁学士的舅舅郑向的推荐，做了分宁县（修水）的主簿，后调任到南安军担任司理参军。
宋仁宗庆历六年（1046年），大理寺丞程珦在南安认识了周敦颐，见他“气貌非常人”，与之交谈，更知其“为学知道”，同他结为朋友，随即将两个儿子程颢、程颐送至南安拜敦颐为师受业。后移桂阳令，徙知南昌，历合州判官、虔州通判。熙宁初知郴州，擢广东转运判官，提点刑狱。后知南康军，治所在今星子县。筑室庐山莲花峰下，前有溪，取营道故居濂溪以名之，遂定居于此，并将原在故里的母亲郑木君墓迁葬于庐山清泉社三起山。周敦颐卒，亦附葬于母亲墓旁。

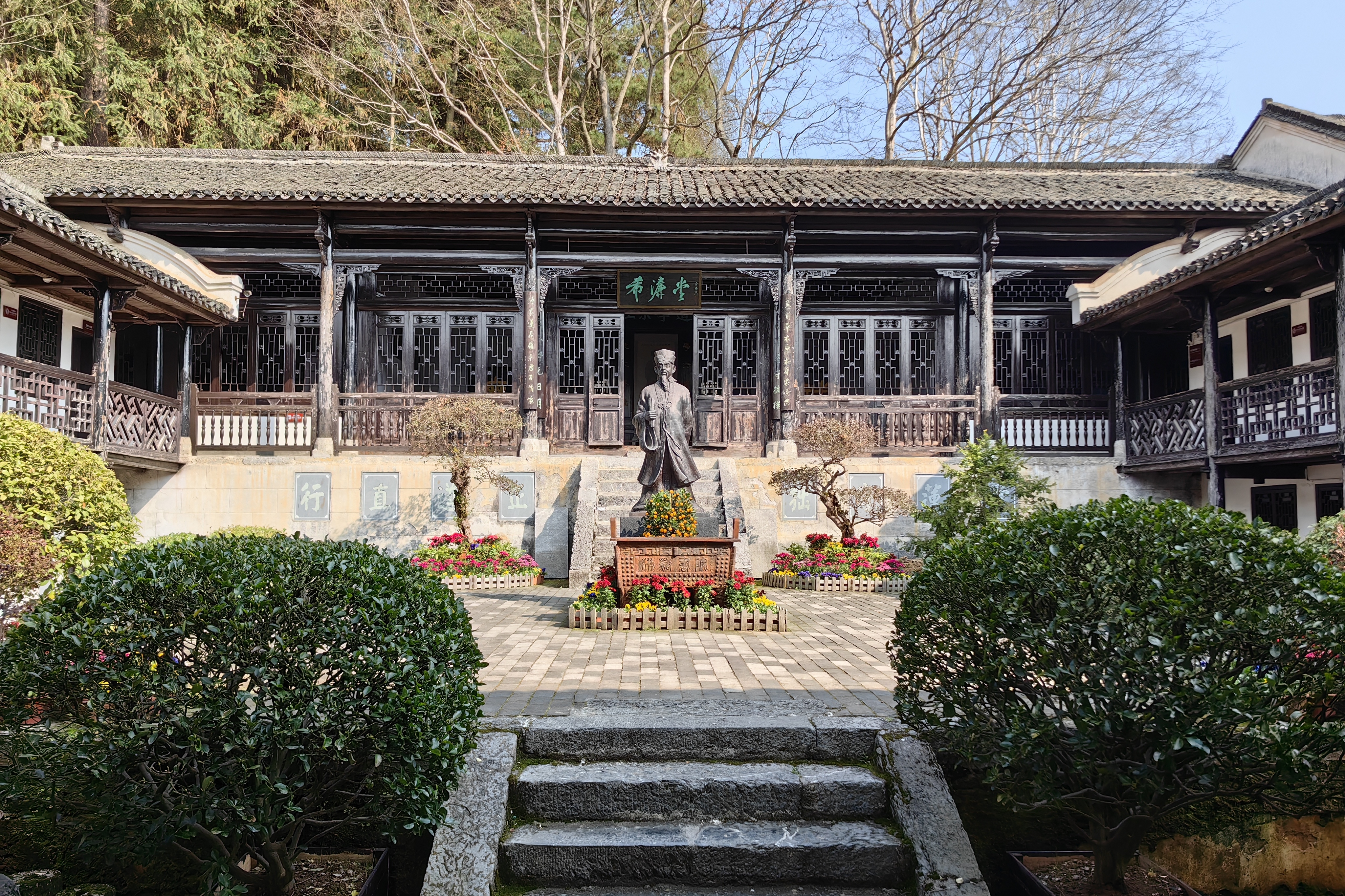
位于湖南汝城县的濂溪书院，为纪念周敦颐而建

熙宁六年六月初七（1073年7月24日）病逝，死後神宗賜諡「元」，人稱「元公」。弟子程颢、程颐继承和完善了他的思想。后来经过南宋著名学者朱熹进一步的探討，歸納为程朱理学。是孔子、孟子之后儒学最重要的发展，在中国思想史上的影响深远。《宋元學案》中对于周敦颐的地位有这样的论述：“孔孟而后，汉儒止有传经之学。性道微言之绝久矣。元公崛起，二程嗣之，又复横渠諸大儒辈出，圣学大昌。”《宋史·道学传》:“两汉而下，儒学几至大坏。千有余载，至宋中叶，周敦颐出于舂陵，乃得圣贤不传之学，作《太极图说》、《通书》，推明阴阳五行之理，明于天而性于人者，了若指掌。”
二程兄弟、張橫渠、邵雍、司馬光五人，再加上周敦頤，被朱熹稱為「北宋六先生」。

## 著作
1072年，在江西庐山莲花洞创办了濂溪书院，并自号“濂溪先生”。著名散文作品《爱莲说》作於此時，表明了敦颐对莲花的赞赏。是为千古名句。
|  | 予独爱莲之出淤泥而不染，濯清涟而不妖；中通外直，不蔓不枝；香遠益清，亭亭淨植，可遠觀而不可褻玩焉。 |

周敦颐的主要著作是《通書》、《太極圖說》。其著作《太极圖说》，提出宇宙生成论体系，继承了《易传》和部分道家、道教、禪門思想，提出一个简单而有系统的宇宙构成论，用圖形以資推演，可達雅俗共享之效，融會三教於儒家。
敦颐首次將「無極」一詞引入儒家理論，说“无极而太极”，“太极”一动一静，產生阴阳万物。“萬物生生而变化无穷焉，惟人也得其秀而最灵”。圣人又模仿“太极”建立“人极”。“人极”即“诚”，“诚”是“纯粹至善”的“五常之本，百行之源也”，是道德的最高境界。朱熹盛推《太極圖說》，陸象山則不認同《太極圖說》中「無極」的概念。
而後世有論者如毛奇齡等謂此圖實出於道教，清初黃宗炎在《太極圖說辨》中便說：“圖學從來，出於圖南（陳希夷）。”不過希夷乃是假《易》理而論仙道。史载希夷曾将“无极图”传给种放，种放以传穆修，后穆修将“太极图”传敦颐。周敦颐與道教關係深遠，亦精研禪理，故此圖說亦有道教與釋教的影子。

## 后人
中華人民共和國總理周恩来、知名作家鲁迅（周树人）與周作人、周建人三兄弟、中華民國內政部警務委員周代殷均为周敦颐后人。
籍貫东莞市的富商周永泰是第20世孙。

## 圖集

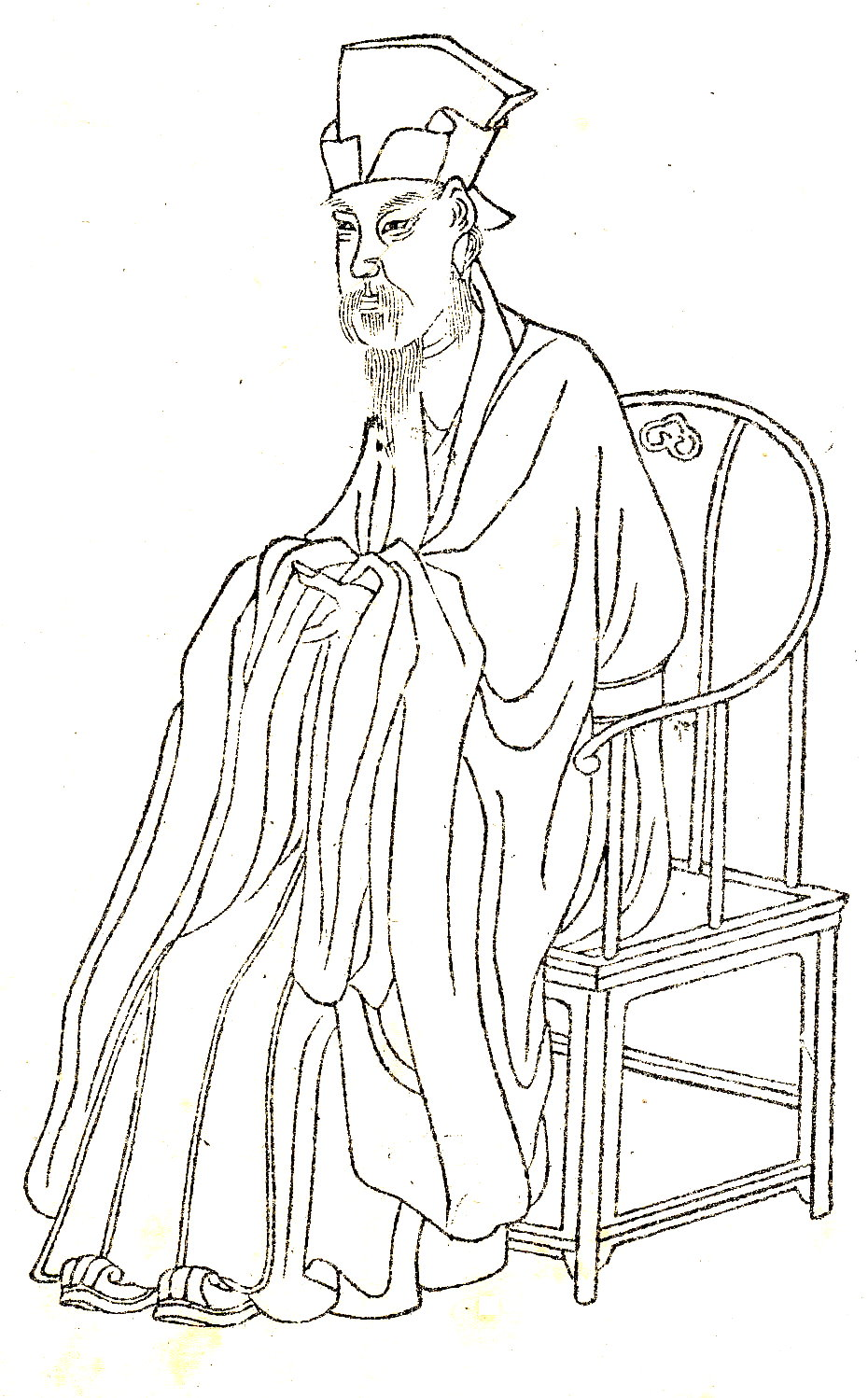
周敦颐像，載於《晩笑堂竹莊畫傳》
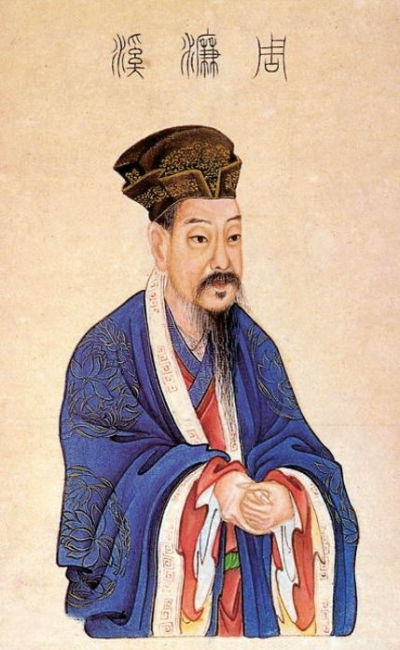
周濂溪先生，《歷代名臣像解》
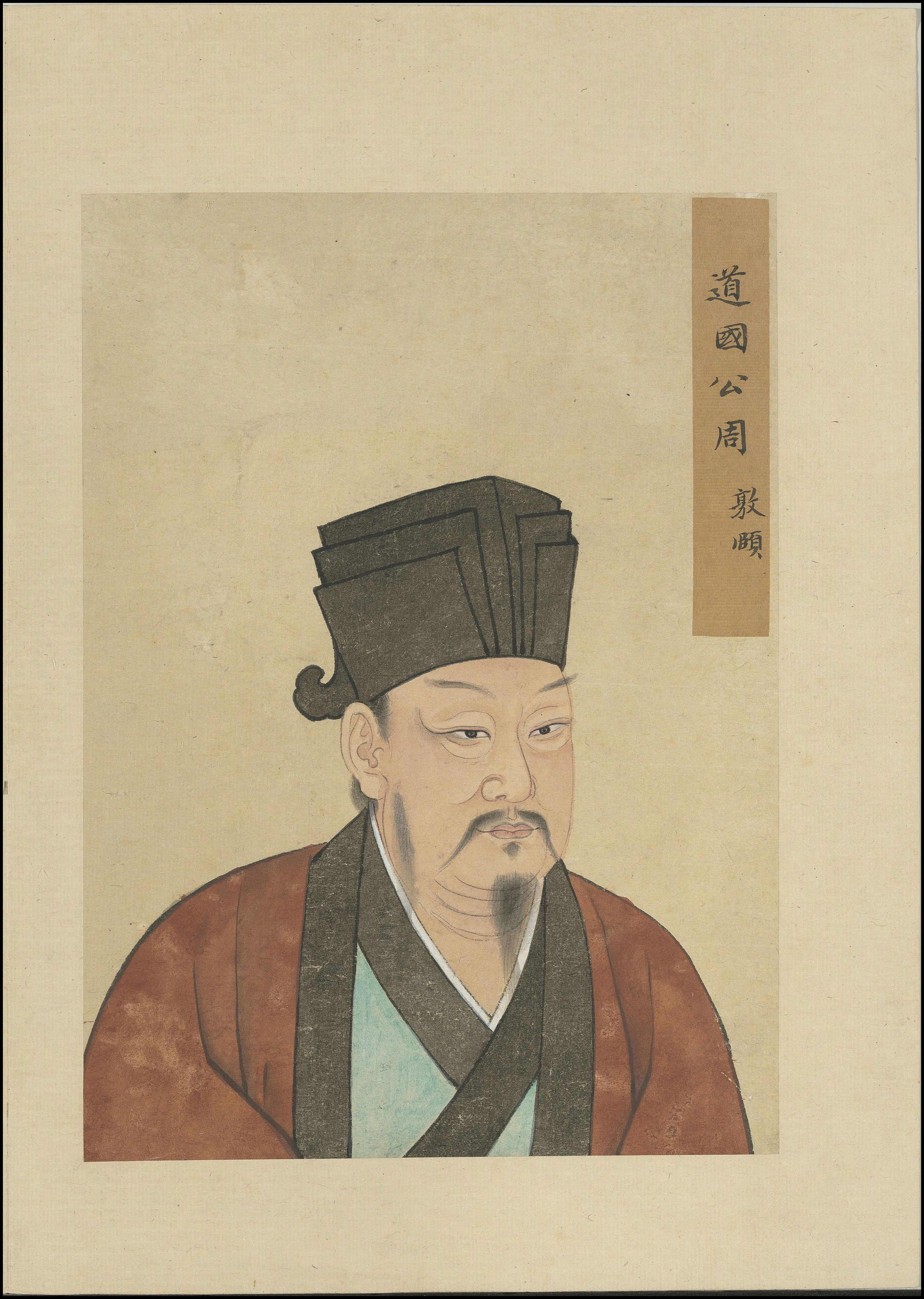
《至聖先賢半身像》，周敦頤
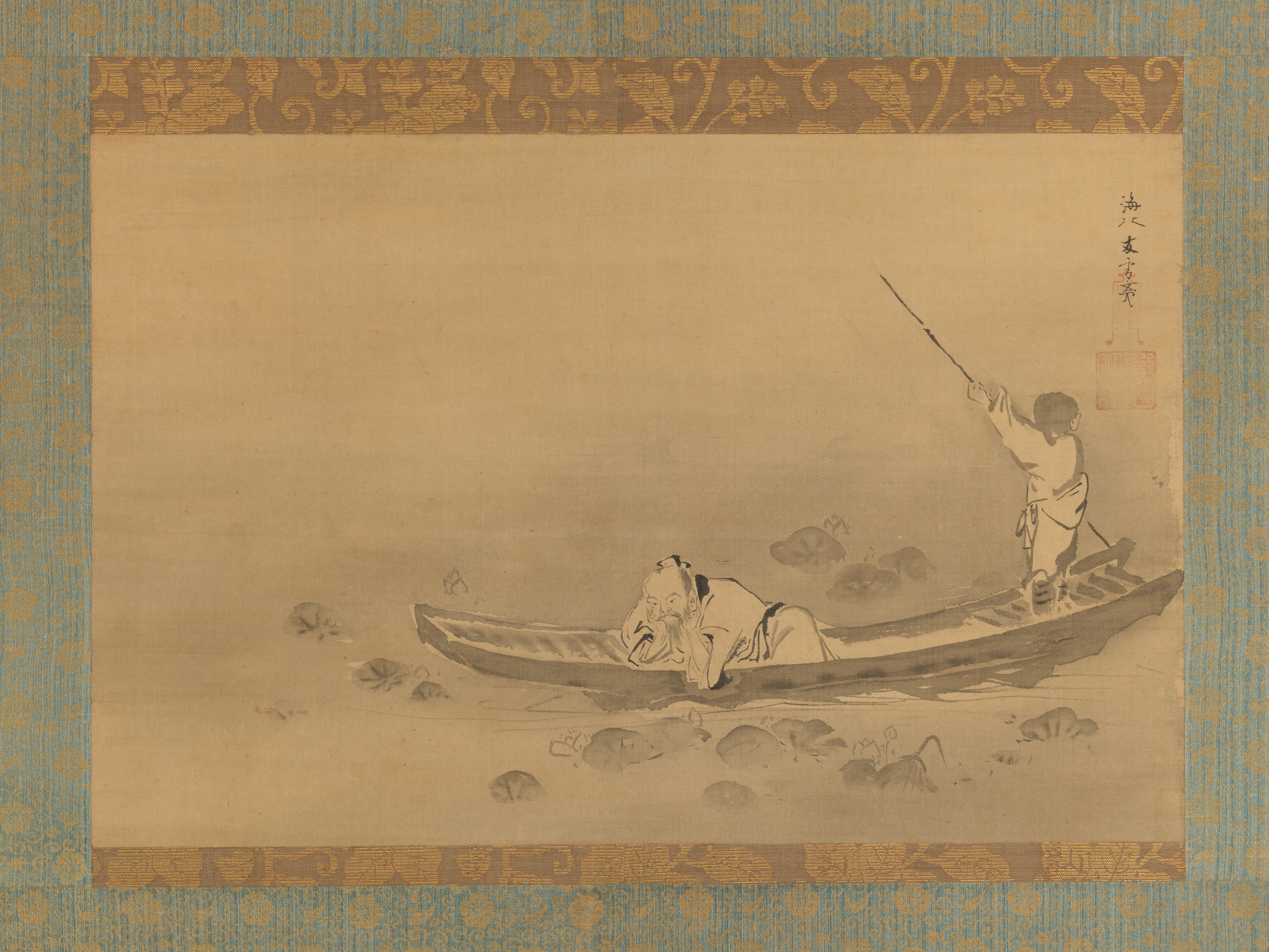
周茂叔愛蓮圖
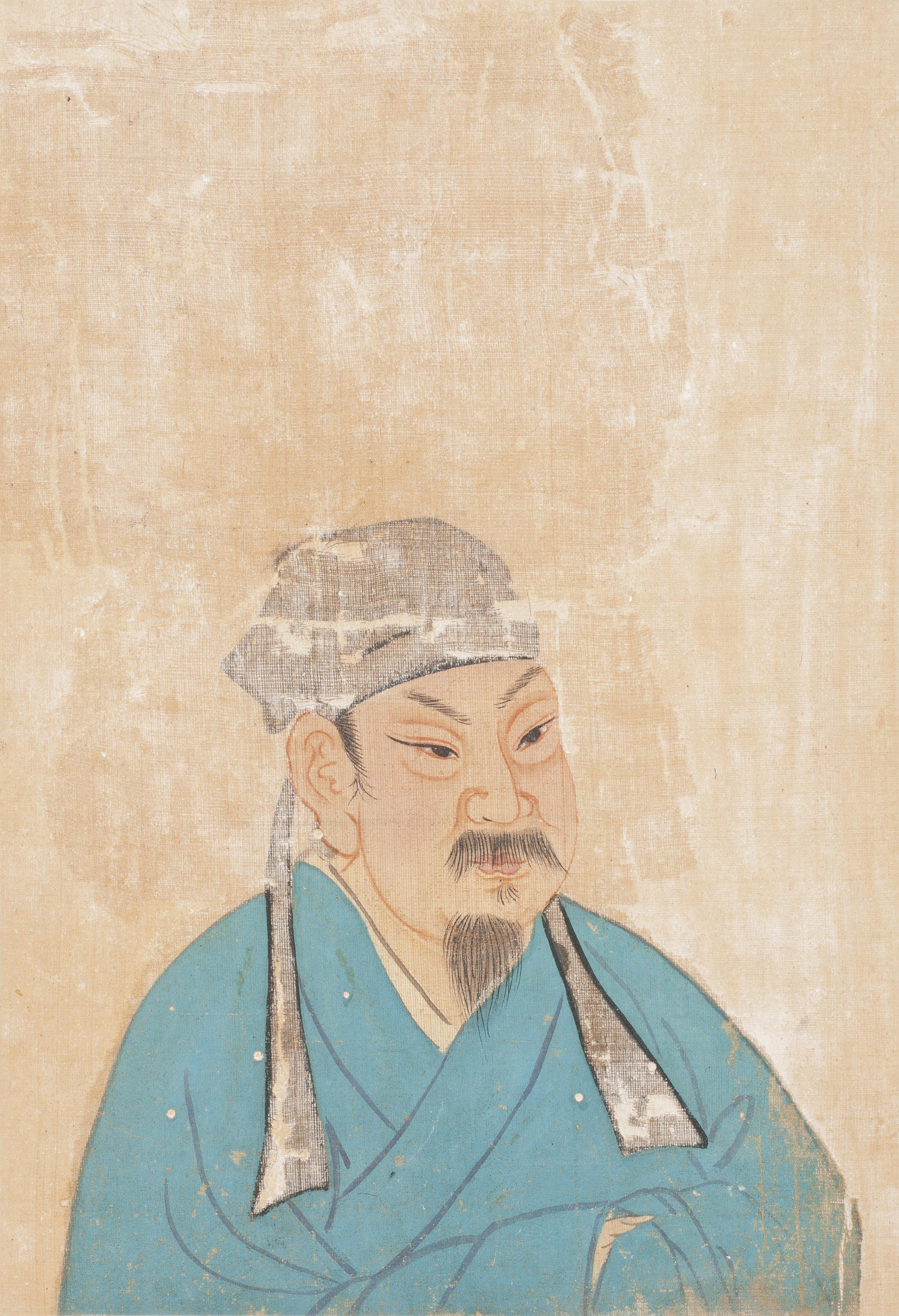
周敦頤像
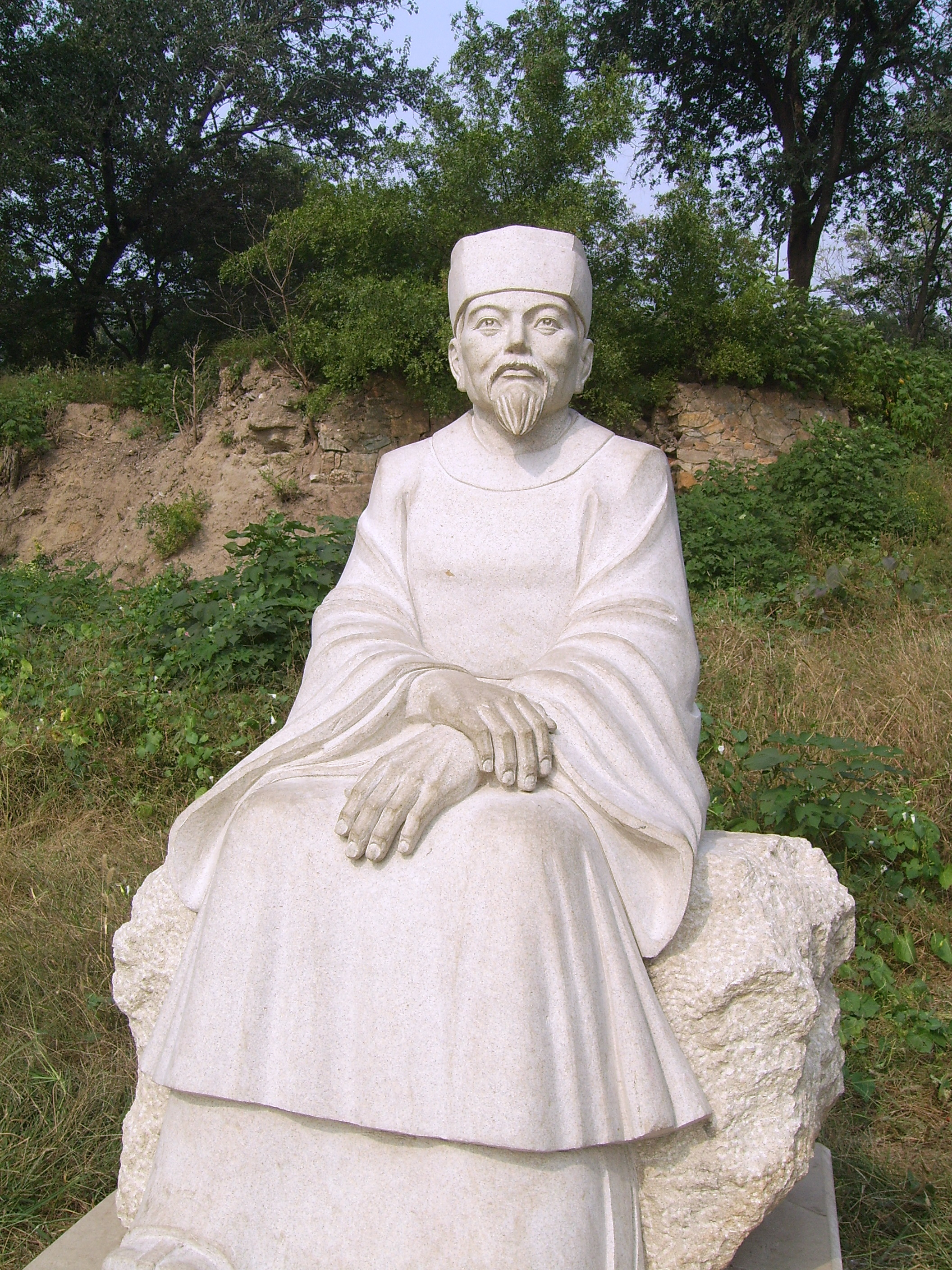
周敦颐塑像
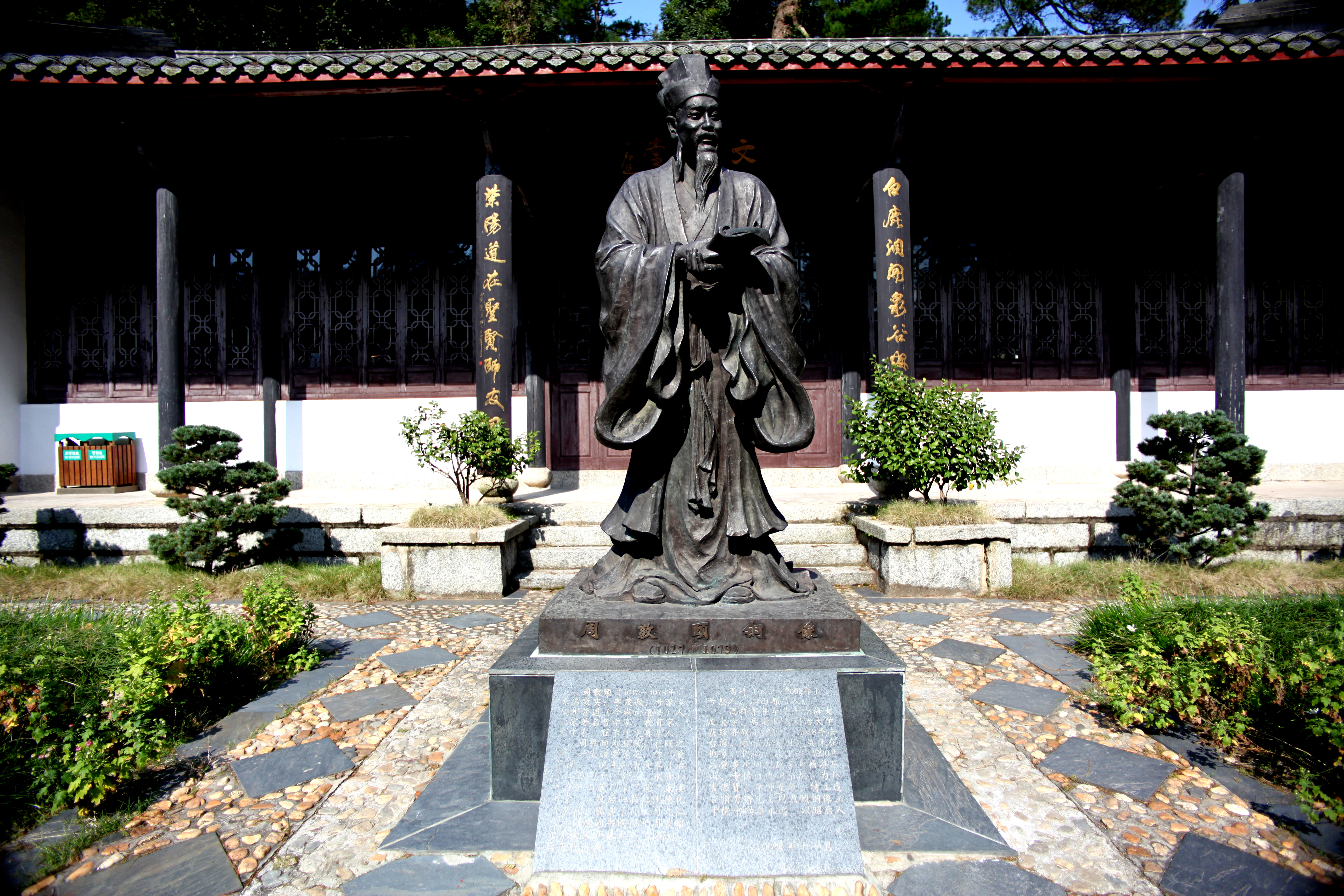
盧山白鹿洞书院周敦頤銅像